# Hüllblatt-Hortensie
Die Hüllblatt-Hortensie (Hydrangea involucrata) ist ein kleiner Strauch aus der Familie der Hortensiengewächse. Sie wird aufgrund der dekorativen Blüten manchmal als Zierpflanze verwendet. Das natürliche Verbreitungsgebiet liegt in Japan.

## Beschreibung
Die Hüllblatt-Hortensie bildet 1 bis 1,2, selten 2 Meter hohe Sträucher mit dicht borstig behaarten jungen Trieben.
Die Blätter sind einfach und haben einen 6 bis 25 Millimeter langen Stiel. Die Blattspreite ist oval bis länglich eiförmig, 7,5 bis 15 Zentimeter lang, zugespitzt mit keilförmiger Basis und gezähntem Blattrand. Beide Seiten, jedoch besonders die Blattunterseite, sind borstig behaart.
Die Blüten sind in bis zu 12 Zentimeter breiten Trugdolden angeordnet. Beim Aufblühen sind die Blütenstände kugelig, 2 bis 3 Zentimeter dick und von zwei bis drei großen, rundlichen, weißen oder bläulichen, später abfallenden Hochblättern umhüllt. Die wenig zahlreichen sterilen Blüten wachsen am Rand des Blütenstands. Sie sind 1,5 bis 3 Zentimeter breit, weiß, selten rosa oder bläulich und lang gestielt. Die fertilen Blüten sind meist rosa. 
Die Art blüht von Juli bis September.
Die Chromosomenzahl beträgt 2n = 30.

## Bilder

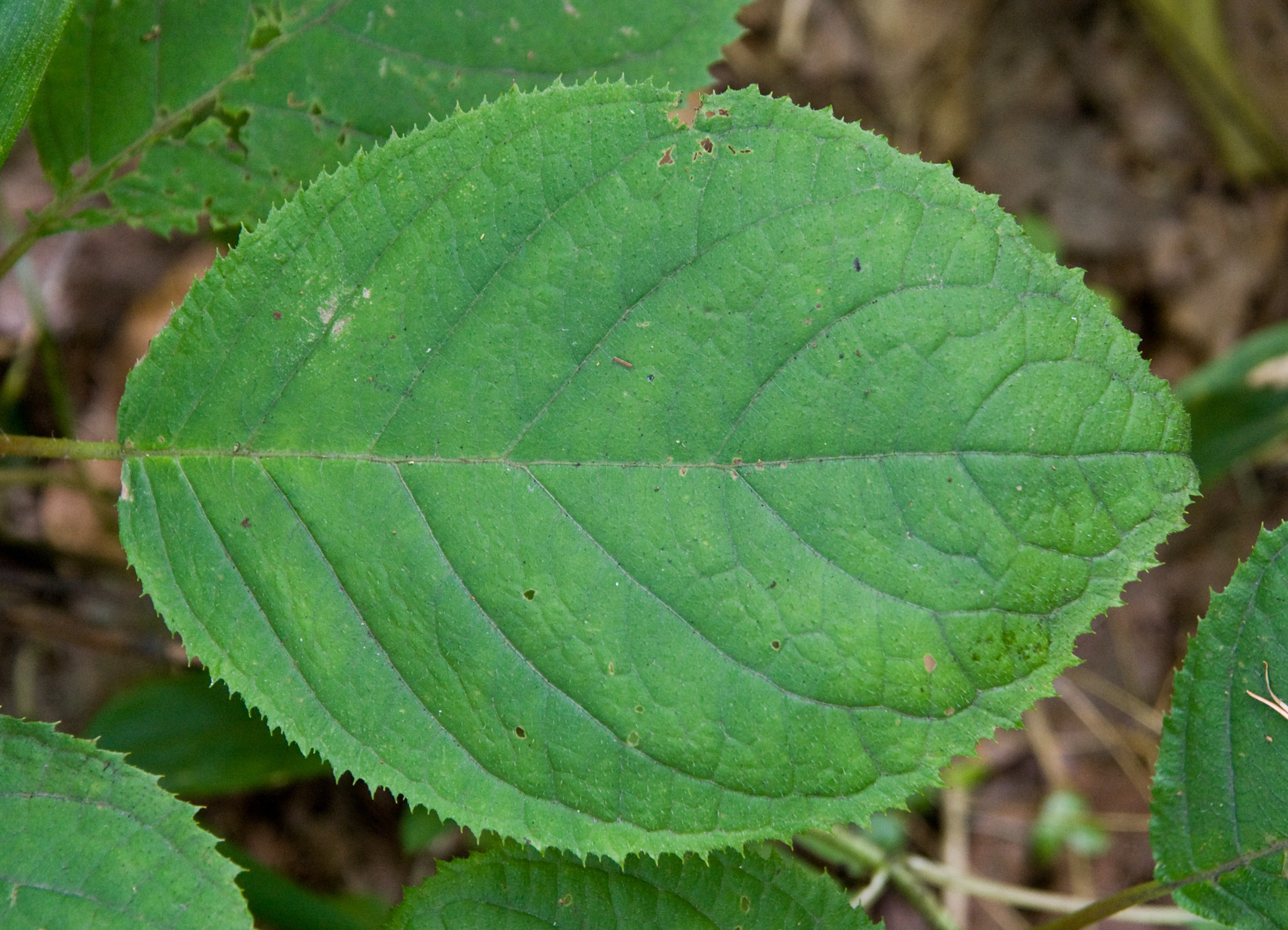
Blatt
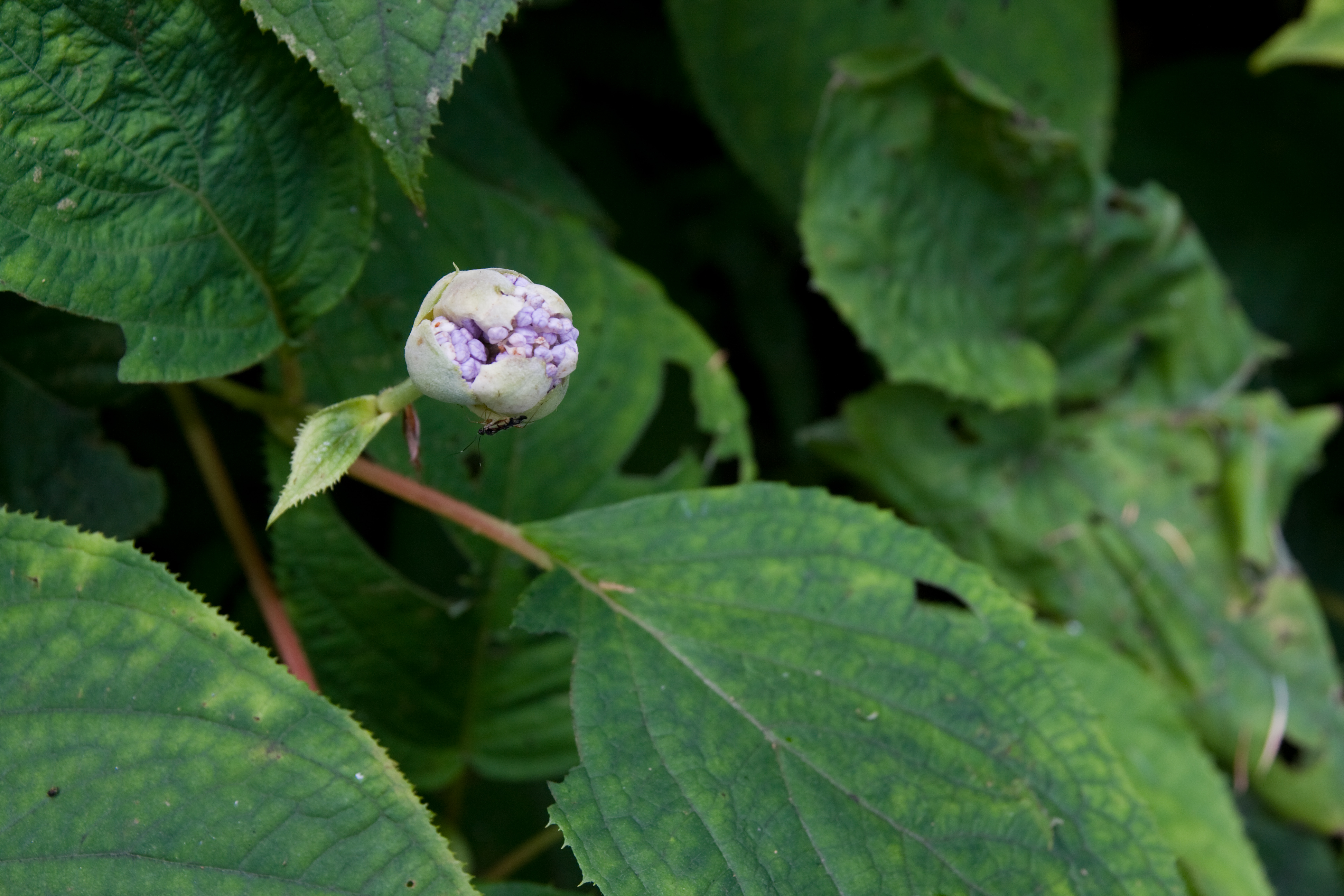
Erblühender Blütenstand
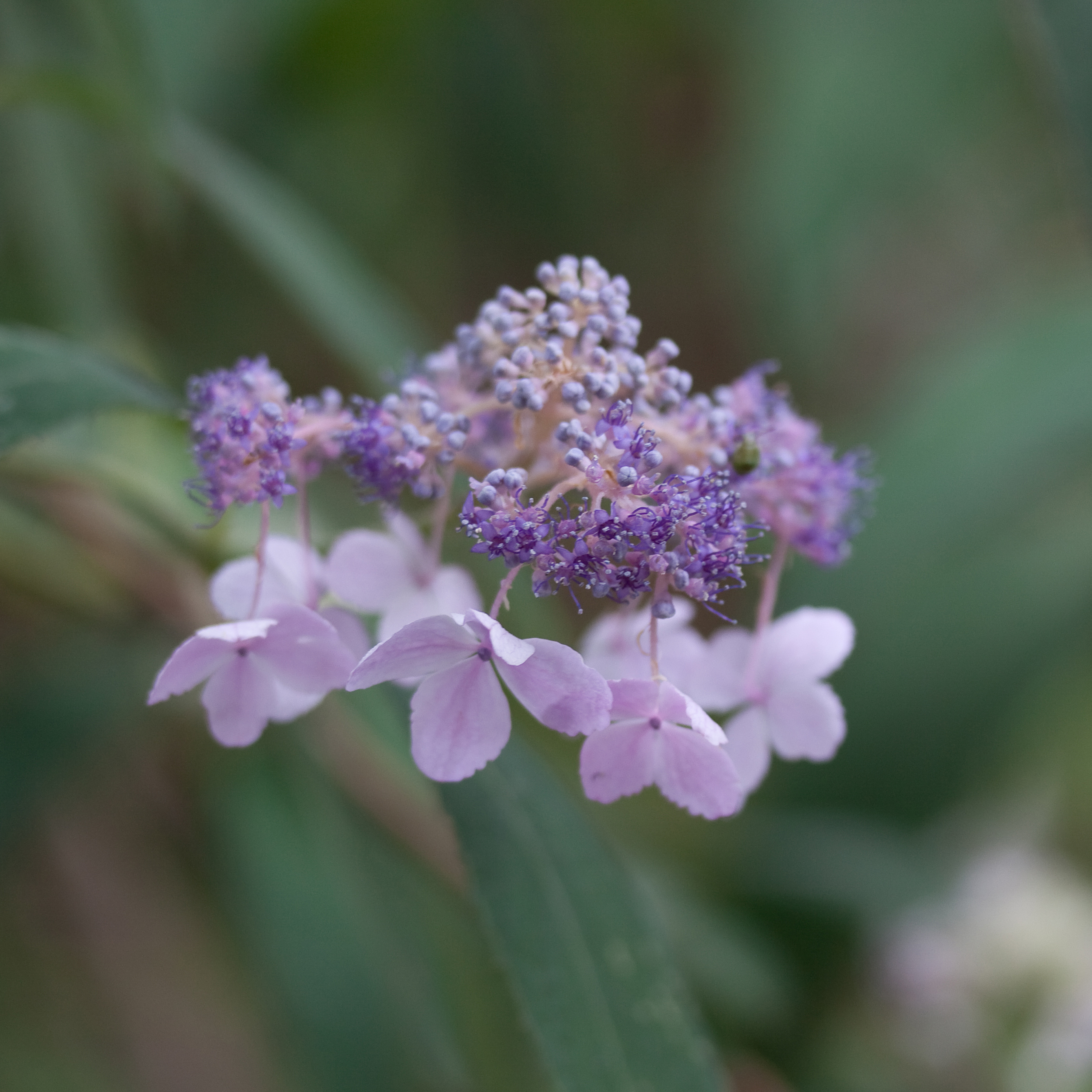
Blütenstand

## Verbreitung und Standort
Das natürliche Verbreitungsgebiet liegt auf den japanischen Inseln Honshū, Kyushu und Shikoku. Die Art wächst in artenarmen oder kühlfeuchten Wäldern auf mäßig trockenen bis feuchten, schwach sauren bis schwach alkalischen, kiesig- oder sandig-lehmigen Böden an halbschattigen Standorten. Sie ist meist frosthart.

## Systematik
Die Hüllblatt-Hortensie (Hydrangea involucrata) ist eine Art aus der Gattung der Hortensien (Hydrangea) in der Familie der Hortensiengewächse (Hydrangeaceae), Unterfamilie Hydrangeoideae, Tribus Hydrangeae. Sie wurde von Philipp Franz von Siebold 1829 erstbeschrieben.

## Verwendung
Die Hüllblatt-Hortensie wird aufgrund ihrer dekorativen Blüten manchmal als Ziergehölz verwendet.

## Nachweise